# Умма
У́мма (араб. أمة‎ —  община, нация‎) в исламе — религиозная община. Значение данного термина складывалось в ходе проповеднической деятельности Мухаммеда и окончательно сложилось к концу его пребывания в Мекке (620—622).

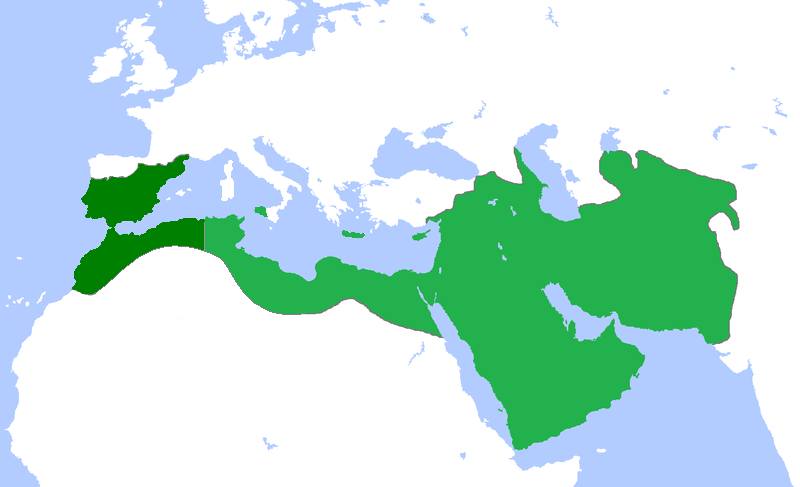
Территория Аббасидского халифата и Кордовского эмирата (тёмн.-зел.), VIII век

## Определение
В  Коране этот термин встречается более 60 раз, обозначая людские сообщества, составлявшие в своей совокупности мир людей. Так, в 38-м аяте суры аль-Анам («Скот») говорится: «Нет ни одного  животного, [ходящего] по земле, ни летающей на крыльях птицы, которые, подобно вам, не объединялись бы в сообщество, — ведь Мы ничего не упустили в [этом] Писании, — а потом все они будут собраны перед своим  Господом». Некоторые  толкователи Корана считали, что в этом аяте говорится о том, что человечество некогда было единой уммой верующих, но потом разделилось и перестало быть единой общиной. Другие толкователи считали, что человечество когда-то было единой общиной неверующих, следовательно, понятие уммы можно относить не только к верующим. По их мнению, после прихода пророков из общины неверующих выделилась умма верующих. Большинство исламских богословов придерживается мнения, что к умме можно относить только те общины, которые подчинились пророкам. Основанием для этого служит  хадис пророка Мухаммеда: «Каждая умма подчиняется своему пророку».
Отдельные сообщества, объединённые общей религией,  Писанием, отсутствием Писания, ниспосланного в прошлом, называли по имени духовного прародителя и также обозначали термином умма. В доисламские времена этот термин означал веру. В ассоциативном ряду со словом умма находился глагол амма («предшествовать», «быть впереди»), что говорит о содержании в этом термине представления о духовной преемственности.
Умма может состоять как из одного народа, так и из нескольких народов и рас. Согласно исламу, превосходство одних людей над другими заключается не в происхождении или цвете кожи, а в богобоязненности и искренней вере. Примером этому послужило отношение первых мусульман во главе с пророком Мухаммедом к представителям других народов и рас, обладавших равными правами с  арабами. Исламская религия никогда не выступала против национальных  языков, а также  обычаев и  традиций различных  народов, если те не противоречили  шариату.  Арабский язык обязателен только в богослужениях, являясь дополнительным объединяющим фактором мусульманской уммы.

Современное расселение мусульман

## История
В мединских сурах «уммой» обозначали главным образом мединскую общину, состоявшую из уммы мусульман и иудеев. Основой социальной организации мединской общины являлись отношения зависимости/покровительства (валя дживар), которые приобрели абсолютный характер. Все члены общины были связаны этими отношениями и находились при этом под покровительством верховного маула (вали) — Аллаха. В доисламские времена существовало представление об отношениях между божеством-покровителем племени и членами племени. Покровителем (вали) членов уммы стал и сам Мухаммад, который был передатчиком воли Аллаха.
К концу жизни пророка Мухаммада умма включала практически всё население Аравийского полуострова. После его смерти исламская умма стала земным носителем верховного суверенитета. В ходе исламизации, проходившей в течение нескольких веков, термин «аль-умма» (с определённым артиклем) стал обозначать всё исламское сообщество мусульман, а без артикля мог употребляться и в отношении всего «сообщества немусульман» — населения дар аль-харб или дар аль-куфр.
В течение VII века мусульманская община стала отождествляться с местом их обитания (дар аль-ислам) и халифатом. При этом мусульманин, живущий вне пределов халифата, также принадлежит к умме. До конца XIX века мусульмане различных государств юридически считались членами одной общины мусульман. Появление и развитие идеологии панисламизма и панарабизма привело к возникновению таких понятий, как умма ислами́я («сообщество мусульман») и умма араби́я («арабская нация»). В трудах египтян, отрицающих панарабизм, зафиксировано выражение умма мисри́я («египетская нация»). Термин «умма» продолжает употребляться и для обозначения автономных религиозных общин (маронитов).